# 티에라아마리야
티에라아마리야(스페인어: Tierra Amarilla)는 칠레 아타카마 주 코피아포 현의 코무나이다.